# Maternus Bere
Maternus Bere, auch Maternos Bere (* in Osttimor) ist der ehemalige Führer (Danki) der pro-indonesischen Miliz Laksaur in Suai/Osttimor. Davor war er angeblich Lehrer.

## Vorwürfe
Die Milizen sind mitverantwortlich für die Gewaltwelle nach dem osttimoresischen Unabhängigkeitsreferendum 1999. Maternus Bere wird unter anderem vorgeworfen am Kirchenmassaker von Suai am 6. September 1999 beteiligt gewesen zu sein, bei dem zwischen 30 und 200 Menschen ums Leben kamen. Außerdem wird ihm die Entführung und Vergewaltigung von Juliana „Alola“ dos Santos angelastet, nach der später die Alola Foundation, eine osttimoresische Organisation für Frauenrechte von Kirsty Sword Gusmão benannt wurde.
Nach dem Eingreifen der internationalen Schutztruppe INTERFET floh Bere nach Atambua/Westtimor und baute sich dort eine neue Existenz auf. Er wurde indonesischer Staatsbürger und Sekretär des indonesischen Distrikts Ostkobalima (Kobalima Timur) im Regierungsbezirk Belu. Die indonesische Generalstaatsanwaltschaft hatte ihn zuerst auf der Fahndungsliste, nahm ihn aber im April 2001 wieder runter, weil man „ihn nicht hatte finden können“. Im Februar 2003 wurde Bere von der Serious Crimes Unit angeklagt und ein Haftbefehl ausgestellt.

## Verhaftung und Skandal um Freilassung
2009 kehrte Bere nach Suai zurück, um an einer Zeremonie für seinen verstorbenen Vater teilzunehmen. Am 8. August erkannten ihn Einwohner Suais, nahmen Bere gefangen, lynchten ihn beinahe und übergaben ihn an die osttimoresischen Behörden. Diese brachten ihn in das Gefängnis nach Dili. Indonesien protestierte bei der Regierung Osttimors gegen die Verhaftung. Auf Anordnung von Staatspräsident José Ramos-Horta und Premierminister Xanana Gusmão, die eine Versöhnungs- und Vergebungspolitik mit der alten Besatzungsmacht betreiben, wurde Bere am 30. August freigelassen. Justizministerin Lúcia Lobato bestätigte, dass die Entlassung aus politischen Gründen erfolgte und bat Indonesien selbst Bere vor Gericht zu stellen. Vereinte Nationen, der katholische Bischof von Baucau Basílio do Nascimento, die Oppositionsparteien und ein großer Teil der Bevölkerung kritisierten heftigst gegen die Freilassung. Das Nationalparlament Osttimors strich aus Protest eine geplante Reise Ramos-Hortas in die USA und nach Dänemark und Deutschland mit 18 gegen 16 Stimmen bei drei Enthaltungen. Ramos-Horta drohte daraufhin mit dem Rücktritt als Staatschef. Das Parlament widerrief deswegen seine Entscheidung mit 31 gegen eine Stimme bei fünf Enthaltungen. 18 Abgeordnete waren nicht anwesend. Nichtregierungsorganisationen forderten erneut die Einsetzung eines Tribunals zur Verfolgung der Verbrechen während der Besetzung Osttimors durch Indonesien. Der Präsident des obersten osttimoresischen Gerichts Cláudio Ximenes erklärte, die Freilassung die nicht auf Anordnung eines Richters vollzogen worden und ordnete eine Untersuchung an. Den Verantwortlichen droht laut osttimoresischen Recht eine Freiheitsstrafe von zwei bis sechs Jahren. Premierminister Gusmão wird, in Reaktion auf die Androhung durch den Gerichtspräsidenten, mit den Worten zitiert: „Ich weiß, wo das Gefängnis Becora ist. Wenn das Gericht mich dahin schickt, werde ich von allein dorthin gehen.“ Es folgte eine heftige Diskussion im Nationalparlament Osttimors, die Regierung von Gusmão konnte aber mit den Stimmen der Koalition (38 gegen 25) das Misstrauensvotum abwehren. Ende Oktober begründete Präsident Ramos-Horta die Freilassung Beres damit, der Ex-Milizionär habe massive medizinische Probleme und benötige eine spezielle Versorgung. Ramos-Horta wolle vermeiden, dass Bere in Osttimor stirbt und es dadurch zu Verstimmungen mit Indonesien komme. Am 29. Oktober 2009 wurde Bere in einer geheimen Aktion mit Hilfe der Nationalpolizei Osttimors über den Grenzübergang Mota’ain zurück nach Indonesien abgeschoben.
Im Juni 2012 übergab Bere drei Heiligenstatuen an Gläubige in Salele (Verwaltungsamt Tilomar). Sie waren von Flüchtlingen 1999 nach Kupang im indonesischen Westtimor gebracht worden. Gleichzeitig drückte Bere seinen Wunsch aus, nach Osttimor zurückkehren zu können.

## Familie
Bere hat einen Sohn namens Elyseus Kehi.